# Össznémet Szövetség
Az Össznémet Szövetség (németül: Alldeutscher Verband, 1894-ig: Allgemeiner Deutscher Verband) egy 1891 és 1939 között működő társadalmi szerveződés volt, a Német Császárság idején egy ideig a legnagyobb és legismertebb agitációs egyesületnek számított. A népi mozgalom egyik legnagyobb hangú és legbefolyásosabb szervezete volt, mely a programjában a Német Birodalom területi terjeszkedését, pángermánizmust, militarizmust, nacionalizmust hirdetett, a gondolkodásmódját pedig áthatotta a rasszizmus és az antiszemitizmus. Regionálisan a Szövetség helyi szervezetekre tagozódott. Helyi szervezetei külföldön is voltak.

## Története

### Előzménye
Az Össznémet Szövetség megalapításának kiváltó oka a Németország és Nagy-Britannia között megkötött Helgoland–Zanzibár-egyezmény volt. 1890. június 24-én négy Svájcban élő német állampolgár, Adolf Eugen Fick, Walther Felix és Otto Lubarsch medikusok illetve Albert Müller könyvkereskedő, több német napilapban is a szerződést elutasító felhívást tettek közzé „Németország ébredj fel!” („Deutschland wach’ auf!“) mottóval. Theodor Reismann-Grone és Alfred Hugenberg ezt követően kapcsolatba léptek a kezdeményezőkkel. Hugenburg megegyezett egy a német gyarmati érdekeket támogató „nemzeti egyesület” alapításáról és késznek mutatkozott a vezetését elvállalni. 1890. szeptember 28-án Reismann-Grone, Adolf Fick (Adolf Eugen Fick nagybátyja), Johannes Wislicenus (Adolf Eugen Fick apósa), Theodor Eimer és Carl J. Fuchs találkozott Frankfurt am Main városában előkészítő megbeszélések végett.

### Fejlődése 1903-ig

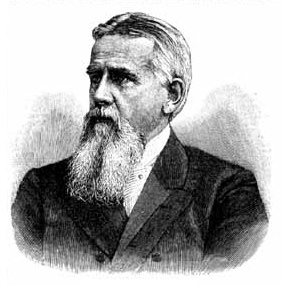
Friedrich Ratzel

1891. április 9-én Berlinben Carl Peters támogatásával létrehozták az Általános Német Szövetséget (Allgemeiner Deutscher Verband). Az alapító tagok közé tartozott többek között Emil Kirdorf, Emil Possehl, Friedrich Ratzel. Az első tiszteletbeli tagok közé vették fel Carl Peterst és a korábbi kancellárt, Otto von Bismarckot. A szövetség programjának alapjait a 90-es évek során megfogalmazták a következőkben: expanzió, flottabővítés, a németség támogatása és a Német Birodalomban élő kisebbségek elleni harc.
Az első években számos belső vita volt a felveendő irányvonalat illetően és az új tagok felvételét illetően is. Az akkori elnöke, Karl von Heydt azon a nézeten volt, hogy a szövetségnek külön pártot, „nemzeti pártot” kellene alapítania, míg az ezt ellenzők – köztük Claß, Lamprecht, Hugenberg és Reismann-Grone – szigorúan önálló szervezetet akartak, mely kívül tartja magát a pártpolitikán. Végül az utóbbi nézet kerekedett felül. Ezen felül a szövetségen belül kommunikációs problémák voltak a tagok között és a nyilvánossági munkákat sem tudták a kívánt mértékben végezni. Az 1893. július 5-ei elnökségi ülésen von Heydt visszalépett és Ernst Hassel váltotta, aki 1908-ig ügyvezető elnöke volt a szövetségnek. 1894-ben vette fel a szövetség az Alldeutscher Verband nevet, amivel lezárult a szervezet átstrukturálása. Az „alldeutsch” kifejezés eredetileg a „reichsdeutsch” kiterjesztése volt, idővel a szövetség megnyilvánulásaiban a „különösen állhatatosan hazafias” mellékjelentéssel bírt.
Az alapítói felhívásban az szerepelt, hogy az új szövetségnek nem célja a kormányzattal szembeni küzdelem, hanem csak a saját programját igyekszik megvalósíttatni vele. Bár az ADV 1902-ig megfogalmazott egyes kritikákat a kormányzattal szemben, de nem volt annak ellenzéke. A fő céljai a hazafias öntudat felélesztése, a külföldi német érdekeltségek támogatása és a német érdekpolitika erőteljes támogatása volt. Emellett a szövetség tevékenységének „kívül kellett maradnia a politikai rendszeren”. Az 1908-ban bekövetkezett haláláig Hasse volt a legnagyobb hatással a szövetség ideológiai irányvonalára. Ezt több tanulmányában rögzítette, melyeket 1905 és 1908 között ’Deutsche Politik’ címmel hozott nyilvánosságra. Ezen túl a szövetség megjelentette az ’Alldeutsche Blätter’ című lapot, mely szintén a szövetség programját és az ideológiai nézeteit ismertette. A hatalmas visszhangot, amit az „össznémetek” a háború előtt és alatt külföldön kiváltottak, nem annyira a szövetség hivatalos nyilatkozatai okozták, melyek taktikai okokból gyakran meglehetősen „lágyak és mértékletesek” voltak, hanem inkább a „vad össznémetek” által megjelentetett írások. Az „össznémet veszéllyel” foglalkozó külföldi szerzők legismertebb és legátfogóbb műveiben lévő idézeteknek csak egy töredéke származik magától az Össznémet Szövetségtől. Az össznémet köröket jellemezte a rasszista gőg, az erőteljes antiszemitizmus, az expanziót követelő önellátó-komplexus és a háborúra teremtő életerőként tekintettek, „megújítónak és megtartónak, a nagy orvosnak és kertésznek tekintő felfogás, mely az emberiséget az útján a magasabb szintre való emelkedésben kíséri.”

### Radikalizálódás 1903-tól

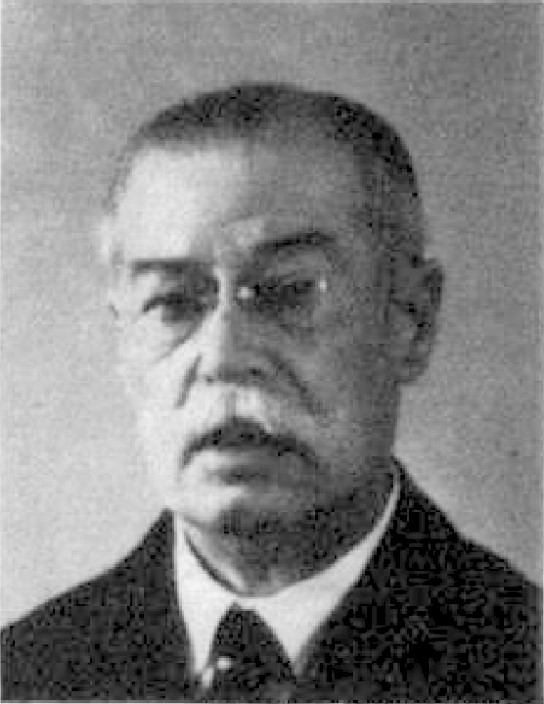
Heinrich Claß

Az Össznémet Szövetség történetében határvonalat jelentett az 1903-as szövetségi gyűlés. A későbbi elnöke, Heinrich Claß ekkor tartotta meg „Bilanz des Neuen Kurses” (Az új kurzus mérlege) című beszédét. Ezzel a beszéddel élesen támadta Bernhard von Bülow birodalmi kancellár mellett Vilmos császárt és Otto von Bismarckot is, és ettől kezdve a szövetség véglegesen nyílt ellenzékiségbe ment át. A Német Birodalom vezetésének szemére vetették, hogy külpolitikailag csődöt mondott és energikus fellépést sürgettek a külpolitikában. Az élesebb irány szempontjából meghatározó volt, hogy a rasszista szemlélet is bekerült a szervezet alapszabályába és ezáltal „a ’német nép’ definíciós sajátosságai beágyazódtak az össznémetek programjába”. A birodalmi vezetéssel és Vilmos császárral szembeni egyre kritikusabb hangvétel kis híján magának a szövetségnek a felbomlásához vezetett.
Az 1908-ban elnöknek megválasztott Claß szükségét érezte a birodalmi vezetéssel szembeni éles kritika fokozatos mérséklését és – különösen az Ausztria-Magyarországgal folytatott politika tekintetében – igyekezett a Szövetség irányvonalát teljes mértékben revideálni. Míg 1908-ig a Monarchia németlakta területeinek Németországhoz való csatlakoztatása állt a középpontban, addig ezt követően a két hatalom közötti szoros kapcsolatot helyeselte a szövetség. Ez a váltás jelentős ellenállásba ütközött a szövetségen belül. Főként Theodor Reismann-Grone, a befolyásos Rheinisch-Westfälische Zeitung kiadója foglalt egyértelmű állást Claß új irányvonala ellen.
Az első világháború kitöréséig Claß nem vállalta fel a nyílt konfliktust Reismann-Gronéval, mivel tartott attól, hogy ez a szövetség kettészakadását eredményezné, ami pedig politikailag súlytalanná tette volna. Emellett jelentős pénzügyi nehézségeik is voltak, amiket nem lehetett a háború kitöréséig konszolidálni. Ehhez jöttek még a többi nemzeti szövetséggel való nézeteltérések. Ennek köszönhetően is Bethmann Hollweg kancellárnak sikerült az Összenémet Szövetségtől kellő távolságot tartani a háborúig és felhasználnia a céljaira, mikor lehetőség adódott rá. De még a második marokkói válság idején is elhatárolódott a külügyminiszter, Alfred von Kiderlen-Waechter a szövetség vezetőségének állásfoglalásaitól.
A második marokkói válság kimenetele így megmutatta az Össznémet Szövetség befolyásának korlátolt lehetőségeit ahhoz, hogy a kormányzatra nyomás fejtsen ki. A közvéleményre gyakorolt hatása Németországban is inkább volt korlátozott. Bethmann Hollweg kancellár az össznémetek szemében meghátrált Franciaország előtt és ez a német politika csődjét jelentette számukra. Emiatt 1912-től erősebb fegyverkezést követeltek, amit különösen a Német Védegylet (Deutscher Wehrverein) szorgalmazott.
Az Össznémet Szövetség befolyása leginkább a többi szövetséggel és egyesülettel való együttműködésében mutatkozott meg. A tagjai gyakran voltak vezető pozícióban más szervezetekben. A népi mozgalmon belüli tagság-átfedéseknek köszönhetően az információkat folyamatosan és gyorsan lehetett terjeszteni. Ilyen módon az Össznémet Szövetség kapcsolatban állt a következő szervezetekkel:
- Deutscher Flottenverein (Német Flottaegyesület)
- Deutscher Wehrverein (Német Védegylet)
- Deutsche Kolonialgesellschaft (Német Gyarmati Társaság)
- Evangelischer Bund (Evangélikus Szövetség)
- Reichsverband gegen die Sozialdemokratie (Szociáldemokráciaellenes Birodalmi Szövetség)
- Hamburgischer Verband zur Bekämpfung der Sozialdemokratie (Hamburgi Szövetség a Szociáldemokrácia Leküzdéséért))
- Unabhängiger Ausschuss für einen Deutschen Frieden (Független Választmány a Német Békéért)
- Hauptvermittlungsstelle der vaterländischen Vereine und Verbände (Honi Egyesületek és Szövetségek Fő közvetítőpontja)
- Deutsche Vaterlandspartei (Német Haza Pártja)
- Verein für Deutsche Kulturbeziehungen im Ausland (Verein für das Deutschtum im Ausland) (Külföldi Németekért Egyesület)
- Deutscher Ostmarkenverein (Német Ostmark Egyesület)
- Deutschbund (Német Szövetség)[19]

## A szövetség érdekeltségi területei és ideológiája

### Imperializmus
Az Össznémet Szövetséget a német gyarmati érdekeltségek támogatására hozták létre és az elképzeléseivel szembehelyezkedett Bismarck gyarmati politikájával. Az „európai és tengerentúli tetterős német érdekpolitika” után való törekvés a megalapítása óta az alapszabályában szerepelt. Ebben folyamatosan a „német gyarmati mozgalom gyakorlati eredményekig való folytatását” és különösen Afrika és Ázsia egyes részeinek a megszerzését követelték, mivel Hasse szerint a német nép fennmaradása csak akkor lenne lehetséges, ha „mérsékelt klímájú zónákban” talál magának letelepedési helyet. Az össznémet imperializmus azonban inkább igyekezett új territóriumokat megszerezni a német határok mentén, mint tengerentúli gyarmatokat. Az elképzelés szerint egy Nagynémetországot (Großdeutschland) kellett létrehozni. Az imperialista törekvések meghatározó pontja az alapszabályzathoz híven a „német-nemzeti törekvések gondozása és támogatása minden országban, ahol a népünkhöz tartozóknak a sajátságaik megőrzéséért kell küzdeniük, és az összes német egység összefogása a földön e cél érdekében” volt. volt. Az össznémetek kiállása a Birodalom határain túli minden német közösségért és a népi beállítottságuk mindenekelőtt természetesen az Osztrák-Magyar Monarchiát tette meg a propagandájuk fő célpontjának, mivel ott éltek a legnagyobb németajkú csoportok a Német Birodalmon kívül.
A gazdasági érdekek a szövetség gyarmati politikájában így csak másodlagos szerepet játszottak. Elsősorban új életteret akartak biztosítani a német nép fennmaradása és gyarapodása céljából. Heinrich Claß a Daniel Frymann álnév alatt kiadott „Ha én lennék a császár” (Wenn ich der Kaiser wär‘) című művében ismertette a gyarmatosítási elképzeléseit. Ebben „európai terjeszkedésről” írt és ebben az ún. Össznémet Közép-Európa-programra tett utalásokat, amiben egy „Németország által dominált közép-európai gazdasági régió létrehozását” fejtegette. Ennél fogva továbbra is a keleti élettér megszerzése állt a program középpontjában, mely elképzelést az „Ostimperialismus” szóval jelölték. Az 1894. január 7-én megjelent össznémet újságok programként közölték le az alábbiakat:
„A keleti irányú terjeszkedést ismét életre kell kelteni. Keleti és délkeleti irányban területet kell szereznünk a könyökünknek, hogy a germán fajnak biztosítsuk azokat az életfeltételeket, melyekre szüksége van az erőinek teljes kibontakoztatásához, még úgy is, ha olyan csekély értékű, a nemzeti elvre hivatkozó népecskék, mint a csehek, szlovének és szlovákok a civilizáció számára haszontalan létüket el kell veszítsék.”

### Ideológia
Az össznémetek gondolkodásmódját áthatotta a szociáldarwinizmus és a lamarckizmus, a „létért folytatott harc” és az „erősebb joga”, valamint az a meggyőződés, hogy a gyorsan gyarapodó német népnek nagyobb élettérre van szüksége a túléléshez. Amikor felhívták rá a figyelmüket, hogy a kisebbségektől azokat a jogokat vonnák meg, melyeket a külföldön élő németeknek megkövetelnek, akkor nyíltan elismerték, hogy csak a német nép érdekeit képviselik, azaz a nemzeti egoizmusukat tették meg ideológiai programjuknak. A gyarmati érdekek mellett az alapszabályzatban szerepelt még a „hazaszerető öntudat felébresztése idehaza és a nemzeti fejlődéssel szembemenő irányzatok leküzdése.” Ebben szintén a szövetség népi jellege és a világnézete köszön vissza, amire erős hatással volt a rasszizmus. Az össznémetek népi gondolkodásának alappillére a nyelv, a vallás és a rassz hármasára épült. A nyelvnek és a vallásnak is meg kellett felelnie a német „rassznak” és a germánok hagyományainak. A vallás és a rasszista ideológia adta a „világnézeti koordinátarendszer két tengelyét”. Utóbbit lehet úgy tekinteni, mint „mindennek a kulcsára a népi világnézet és mozgalom megértéséhez”. Az össznémetek különösen kitartottak azon felfogás mellett, hogy „az emberek között természetes egyenlőtlenség van.” Magukat a legmagasabb szinten lévő rassznak tekintették és törekedtek a „rassz tisztaságának” elérésére, ami az ún. rasszmegújulási program keretében kellett megvalósuljon. Ettől a német-népi ember kialakulását remélték, „akinek magasnövésűnek, hosszúkás koponyájúnak, szőkének és kék szeműnek kellett lennie.”
Ezen a ponton válik egyértelművé, hogy a nemzetiszocialisták és az Adolf Hitler által propagált tervek és követelések már a 20. század elején fellelhetőek voltak a társadalomban, az össznémet körökben viták tárgyát képezték és különösen ezek közvetítésével terjedtek.

### „Össznémetország” – a népi állam elképzelése
Az össznémetek ideológiájának alapvető elemei a népi államról szóló elképzelésükben is megtalálhatók voltak. Heinrich Claß és Leopold von Vietinghoff-Scheel több komplex koncepciót is kidolgozott ehhez kapcsolódóan. E tervek alapvetően rasszista és antiszemita nézetekre épültek és ezért a nem német állampolgárok kiszelektálását tartalmazták. Ezt követően fejlődhetett volna „a német nép … lelkileg, szellemileg és testileg lépésről lépésre.” Itt ismét előkerül a faji tisztaság gondolatának célja. Vietinghoff-Scheel ezen túlmenően a népesség faji kategóriákra való felosztását is megkövetelte volna (így lettek volna például ’alkalmazható’ vagy ’csekély értékű’ emberek). Különös jelentőséggel bírt a képzés és az ifjúság témája. Már az iskolai képzés során az össznémet, népi nézeteket és értékeket kellett volna közvetíteni, hogy a következő generációk elsajátítsák ezeket az elképzeléseket és ideákat. Erre építve egy új birodalmi és gazdasági rendet kellett teremteni és a népesség valamint az élettér tekintetében erőteljesebb politikát kellett folytatni. A parlamentarizmus és liberalizmus elutasítása a népi diktatúra követeléséhez vezetett az össznémetek részéről. Különösen Heinrich Claß képviselte ezt a törekvést, mivel tudatában volt annak, hogy az össznémet program csak diktatúra révén valósítható meg. Az össznémetek így egy „egyenlőtlenül, antidemokratikusan, professzionálisan szerveződő, a sajátos vallása révén szakrálisan beboltozott, germánideológia szerinti értékrendszerű faji állam” létrehozására törekedtek.
Az állam, melyet az össznémetek az írásaikban felvázoltak, a merev rendet tartalmazó előírásaival és a lakosság „faji tisztaságának” megkövetelésével a tekintélyelv szerint felépülő porosz katonaállam továbbfejlődését jelentette volna, a felsőségi tudatával és általános egységesítésével, ami összekapcsolódott volna a társadalom peremén lévő csoportok és másként gondolkodók diszkriminálásával. A németség túlzott kihangsúlyozását az annektált területek szláv illetve zsidó népességének elűzésével avagy erőszakos beolvasztásával az össznémetek a „régi német erények” erősítésével helyezték egy szintre, mint amilyennek a szorgalom, a kötelességteljesítés, és a tősgyökeres konzervativizmus számított.
Az expanziónak és az erősebb külpolitikai fellépésnek a belső problémákat – mint a szociális feszültségeket és gazdasági vagy jogi-politikai igazságtalanságokat – itt is a háttérbe kellett szorítania és ezzel látszólag meg kellett oldania.

## Első világháború
Az első világháború jelentette a virágkort az Össznémet Szövetség számára. Az európai expanziós követelésükkel ekkor az össznémetek már nem voltak egyedül, a szövetség tagsága épp olyan nagy mértékben nőtt, mint a befolyása a jobboldali pártokra, és olyan nagy befolyása lett a német társadalomra, mint korábban még soha.
A háborús propaganda számára a szövetség az éveken át tartó uszítása miatt nem volt jól felhasználható, mivel ezzel a polgári körökben erősen diszkriminálta magát. Ezért jórészt koordinációs és közvetítői feladatokat ellátva a háttérben maradt, a tagjai az olyan csoportokban tevékenykedtek, mint a „Független Bizottság a Német Békéért”. E bizottság – melynek a tagjai között volt például Gustav Stresemann, Wastarp, Wangenheim, később Alfred von Tirpitz és H. St. Chamberlain és az össznémetekhez tartozó elnöke, Dietrich Schäfer – a háborús célokról folytatott viták központja lett. Az Össznémet Szövetség politikai-ideológiai műhely jelleggel működött inkább, mely a többi agitációs egyesület számára a „szellemi muníciót” szolgáltatta. A bizottság később részt vett a Német Haza Pártjának (Deutsche Vaterlandspartei) megalapításában 1917. szeptember 2-án, az összes német nemzeti egyesület mintegy szindikátusaként funkcionálva.
A világháborúban az össznémetek radikális háborús célokat fogalmaztak meg. Közép-Európában az elképzeléseik szerint Németország által dominált vámuniónak kellett létrejönnie. Hollandiát, Svájcot, és Belgiumot – az ún. „a Német Birodalomról 1648 és 1806 között jogellenesen leválasztott részeiként” – illetve Ausztria-Magyarország tömbökben németek lakta részeit és Liechtensteint (mint 1866-ban „elveszített szövetségi területeket”) a Birodalomhoz kellett volna csatolni, Franciaország egyes területeit pedig német ellenőrzés alá kellett volna vonni. Hasonló tervekkel álltak elő a keleti határok mentén, aminek következtében Oroszországnak el kellett veszítenie nyugati területeinek nagy részét. A britek világbirodalmát a német gyarmatbirodalom növelése érdekében szét kellett volna verni.
1914 szeptemberében a szövetség elnöke, Heinrich Claß egy memorandumot fogalmazott meg a háborús célokkal kapcsolatban, mely a Birodalom nyugati határát a Boulogne-Belfort vonalban, a keletit a Peipsi-tó és a Dnyeper torkolata közti vonalban határozta meg. Oroszországot a Nagy Péter korabeli határok mögé kellett visszaszorítani, ezentúl Szibériát le kellett választani róla. Egy a korábbinál kisebb területtel rendelkező Lengyelországot, a „Maradék-Ukrajnát”, valamint a Balti-államokat különböző mértékű függetlenség biztosítása mellett Németországtól függő államokká kellett tenni. A Keletet kiterjedt telepítési projektek révén kellett volna Németországnak gyarmatosítania, Angliának el kellett veszítenie Írországot és a gyarmatait. „Vulgárnacionalista” jelszavakkal, mint például a „hódítás jogával” indokolta meg a követeléseit. A memoranduma nem annyira a tendenciái (az expanziós jellege), hanem annak mértéke miatt kifogásolták a hatóságok, és ezért Bethmann Hollweg lefoglaltatta annak nyomtatványait. A keleti elképzelései nem különböztek lényegesen Alfred Rosenbergnek, Ostland birodalmi komisszárjának 27 évvel későbbi terveitől, a szóhasználatában is hasonló kifejezések fordultak elő (áttelepítés, elnémetesítés, hegemónia, Nagynémetország).
Az Össznémet Szövetség háborús céljai egybe estek a nehézipar nagy részének és az ezekhez kapcsolódó bankok (pl.: Disconto-Gesellschaft) érdekeivel és ezért számíthatott támogatásukra. Claß memoranduma, melyre nagy hatással voltak Alfred Hugenberggel folytatott megbeszélései, elnyerte Hugo Stinnes és Gustav Krupp von Bohlen und Halbach tetszését.
Az össznémetek azonban semmilyen közvetlen hatással nem voltak a Legfelsőbb Hadvezetésre (Oberste Heeresleitung, OHL), habár Paul von Hindenburg és Erich Ludendorff tábornagyok gondolatvilága közel állt az övékéhez. Az össznémetek gondolkodásmódja bár csak korlátozott mértékben tudott teret nyerni a hadseregben, de Ludendorff köre ezt magáévá tette, így a háború második felében a szövetség közvetve jelentős súlyra tett szert. Ludendorff közeli barátja, az antiszemita Max Bauer vezérezredes kapocsként szolgált az OHL és az Össznémet Szövetség között. Az OHL és az össznémetek gyakran szövetségesként működtek együtt, így például Claß memorandumának 1918 tavaszán való nyilvánosságra hozásakor. Heinrich Claß az 1914 szeptemberi háborús célokat tartalmazó memorandumát röpirattá dolgozta át, melyet 35000-es darabszámmal, Ludendorff hozzájárulásával és részvételével terjesztettek.

## Fejlődése 1918 és 1939 között
1918. október 19-én a szövetség vezetősége felhívást tett közzé, melyben első ízben szólalt fel nyilvánosan antiszemitaként. Az első világháborút követően a szövetség már nem játszott jelentős szerepet a nyilvánosságban.
Az 1918-19-es forradalom idején a Freikorps-t támogatta, mely 1919-ben Berlinben a Spartakus-felkelést, Münchenben a Bajor Tanácsköztársaságot, 1920-ban a Ruhr-vidéken a márciusi felkelést verte le. Claß elhatárolódott a Kapp-puccstól, melyet gyengén előkészítettnek tartott és mert tartott a szövetséget fenyegető jogi következményektől, amennyiben ebben részt vett volna. Rövid ideig Georg Escherichben és az ő szervezetében (Organisation Escherich) reménykedett, majd saját maga alapította meg az Össznémet Szövetséghez csatlakozott Bayerischer Ordnungsblock (Bajor Rendblokk?) mintájára a Norddeutscher Ordnungsblockot (NOB, Északnémet Rendblokk?), hogy saját paramilitáris egységeket állítson fel. A NOB-ot azonban közvetlenül a bejegyzése után 1920 októberében a berlini rendőrség feloszlatta, így az össznémeteknek nem lettek saját fegyveres erőik.
Az 1919. február 16-án kiadott bambergi nyilatkozatban az Össznémet Szövetség a háború előtti viszonyok helyreállításának szükségességét fogalmazta meg, mind politikai, mind területi értelemben. 1919 augusztusában módosítást hajtottak végre az alapszabályon a bambergi nyilatkozatnak megfelelően: a császárság visszaállítását, egy erős hadsereg kiállítását, az elveszített területek visszaszerzését, a német nép „magasabbra emelkedését faji szinten” , a zsidóknak a szövetségből való kizárását fogalmazták meg (lásd: árjatörvények).
1919. február 18-án a bambergi találkozón megalapították a Német-népi Véd- és Dacszövetséget (Deutschvölkischer Schutz- und Trutzbund) az Össznémet Szövetség mellékszervezeteként avagy leányvállalataként. Ez a szövetség lett a weimari köztársaság korai időszakának legjelentősebb népi-antiszemita tömegszervezete. A Véd- és Dacszövetség agitált a weimari köztársaság ellen, támogatta a képviselői elleni merényleteket, és a Walther Rathenau miggyilkolása miatti 1922-es betiltása előtt mintegy 180.000 fős tagsággal rendelkezett.
1926-ban az hír járta, hogy Claß és más az Össznémet Szövetséghez tartozó személy puccsot készített elő a weimari köztársaság erőszakos megdöntésére. Rendőri házkutatásokat követően Claß ellen előzetes vizsgálatot indítottak felségárulás előkészítésének gyanúja miatt, amit 1927 októberében bizonyítékok hiányában megszüntettek.
A szövetség 1939-ig nem tudott érezhető befolyással lenni a német politikára. Bár az NSDAP-hez ideológiailag közel állt, de nem követte azt feltétlenül. 1932-ben rövid ideig nézeteltérés állt fenn az NSDAP és az ADV között, mivel utóbbinak felrótták, hogy akadályozta Hitler kancellári törekvéseit. Az össznémetek ugyanakkor azt vetették a nemzetiszocialisták szemére, hogy a „nemzeti ideát” elárulták és a tagjaikat a Német Nemzeti Néppárt (Deutschnationale Volkspartei; DNVP) támogatására szólították fel.
A hatalomátvétel után az ADV-t megtűrték az NSDAP-hez való ideológiai közelségük miatt, mígnem 1939. március 13-án Reinhard Heydrich feloszlatta azzal az indokkal, hogy az egyesület programja – minden német egyesítése Nagynémetországban – megvalósult.
A teljes koncepciójukkal, hogy a német emberek az állam és a felső hatalom által képviselt nép egészének feltétel nélkül alárendeltek legyenek, az össznémetek előfutárai voltak a nemzetiszocializmusnak. A keleti terjeszkedés, az „új élettér” meghódítása nem Hitlernek – Fritz Fischer történész megfogalmazása szerint „az össznémetek gyermekének” – vagy Heinrich Himmler ötlete volt, hanem ezeket megfogalmazták már előttük az össznémetek.

## Tagságának alakulása
Az Össznémet Szövetség már egy évvel megalapítását követően mintegy 21 000 fővel rendelkezett, és ezt a számot az első világháború előtt nem haladta meg. 1894-ig a taglétszáma belső viták miatt alig 4600-ra csökkent. 1900-ban ismét valamivel több, mint 20 000 tagja volt, a háború 1914-es kitörésekor pedig 18 000. 1918-ra 36 377-re növekedett, majd ismét csökkenni kezdett. Az egyéni taglétszáma 1922-ben volt a legmagasabb, amikor 52 000 tagot tartottak regisztrálva. Ezután sokan elhagyták a szövetséget és 1932-re már csak 8000 tag maradt. Az 1939-es feloszlatásáig jelentősen már nem változott a taglétszám.
Az egyéni tagokon kívül voltak vállalati tagjai is, mivel egész egyesületek is tagok lehettek az Össznémet Szövetségben. 1905-ben 101 egyesület szerepelt vállalati tagként, és ezeknek összesen 130 000 saját tagjuk volt. Az első világháború utánról nem állnak rendelkezésre adatok a vállalati tagokról.
Margaret Lavinia Anderson felhívta a figyelmet arra, hogy baloldali és liberális újságok jóval magasabb példányszámot értek el, mint a jobboldaliak, amit ő a jobboldal marginalizálódásaként fogott fel. Szerinte ez erősítette a radikalizálódást, ami a kiszorulás ellen irányult. Még ha az Össznémet Szövetség egykor rendelkezett is liberális imperialistákkal a sorai között, eddigre már „rasszista bolondok népszerűtlen csoportjává” lett. A tagjai többnyire olyan férfiak voltak, „akik egy elragadó szónoklat után fellelkesültek, de az aktivitásuk gyakran nem terjedt ennél tovább”. Összehasonlításképp a Katolikus Népi Szövetség (Volksverein für das katholische Deutschland, röviden: Katholischer Volksverein) 1914-ben 36-szor, az SPD 1907-ben 44-szer több taggal rendelkezett. Csak a nagyipar támogatása mentette meg a szövetséget a feloszlástól. A Német Flottaegyesület inkább volt vonzó a nacionalisták számára.

## A szövetséghez tartozó sajtótermékek
- Mitteilungen des Allgemeinen Deutschen Verbandes. 1891–1893; Példányszám: 12.000
- Alldeutsche Blätter. 1894-től heti rendszerességgel; Példányszám: 10.000; Főszerkesztő 1908–1914 között: Ernst zu Reventlow gróf
- Flugschriften des Alldeutschen Verbandes. 1894–1914; összesen 34 füzet különböző példányszámban meghatározott alkalmakkor.
- Der Kampf um das Deutschtum. 1897–1911; 16 füzet ismeretlen példányszámban.
- Handbuch des Alldeutschen Verbandes 1896-tól.
- Alldeutsches Werbe- und Merkbüchlein, 1897-től évente

## Az össznémet mozgalom Ausztriában
Az össznémet mozgalom a Monarchiában, illetőleg az első világháború után 1918-1919-ben Német-Ausztriában és (a köztársasági) Ausztriában 1919-től az Össznémet Egyesülés (Alldeutsche Vereinigung) ill. az Össznémet Mozgalom (Alldeutsche Bewegung, ADB) nevet viselte és számos ideológiai egyezőséget mutatott a birodalmi szövetséggel, de nem állt vele közvetlen szervezeti kapcsolatban. Össznémet fellegvárnak számított a Szudétavidék, különösen Csehország nyugati része (Asch és Eger környéke), továbbá a Waldviertel (Alsó-Ausztria) valamint Bécs egyes kerületei.
Az Össznémet Mozgalom alapítója Georg von Schönerer volt és szimbólumként az osztrák össznémetek a 19. század eleji német nemzeti mozgalom színeit (fekete-piros-arany) és I. Vilmos német császár kedvenc virágát, a búzavirágot használták. A szervezet az egyik jogi utódjának tekintette magát a Német Nemzeti Mozgalomnak.
AZ ausztriai Össznémet Mozgalom nagynémet, antiszemita, antiszocialista-antikommunista és egyházellenes volt a Rómától való elszakadást követelve (Los-von-Rom-mozgalom). A radikális antiszemitizmusa és a Róma-ellenes agitációja miatt a mozgalom elkülönült a többi német nemzeti polgári párttól és szervezettől, melyek továbbra is a keresztény egyház mellett álltak, míg Schönerer a mozgalmát igyekezett a judeokerszténységtől eltéríteni és Wotan, a germán főistenség, felé terelni.

## Fordítás
- Ez a szócikk részben vagy egészben  az   Alldeutscher Verband című német Wikipédia-szócikk ezen változatának fordításán alapul.  Az eredeti cikk szerkesztőit annak laptörténete sorolja fel. Ez a jelzés csupán a megfogalmazás eredetét és a szerzői jogokat jelzi, nem szolgál a cikkben szereplő információk forrásmegjelöléseként.

## Forrás
- Alfred Kruck: Geschichte des Alldeutschen Verbandes 1890–1939 (= Veröffentlichungen des Instituts für Europäische Geschichte, Mainz. Bd. 3). Steiner, Wiesbaden 1954 (hasonlóképp: Kiel, Universität, Dissertation, 1954).
- Edgar Hartwig: Alldeutscher Verband (ADV) 1891–1939. Der bürgerlichen und kleinbürgerlichen Parteien und Verbände in Deutschland (1789–1945). In: Dieter Fricke (kiad.): Lexikon zur Parteiengeschichte. 1. kötet, Leipzig 1983, 13–47. o.
- Günter Schödl: Alldeutscher Verband und deutsche Minderheitenpolitik in Ungarn 1890-1914 (= Erlanger historische Studien. 3. kötet). Lang, Frankfurt 1978, ISBN 3-261-02391-0.
- Michael Peters: Der Alldeutsche Verband am Vorabend des Ersten Weltkrieges (1908–1914). Ein Beitrag zur Geschichte des völkischen Nationalismus im spätwilhelminischen Deutschland (= Europäische Hochschulschriften. 501. kötet). Lang, Frankfurt am Main 1992, ISBN 3-631-44204-1.
- Michael Peters: Der „Alldeutsche Verband“. In: Uwe Puschner (kiad.): Handbuch zur „Völkischen Bewegung“. 1871–1918. Saur, München 1999, ISBN 3-598-11421-4, 301–315. o.
- Peter Walkenhorst: Nation – Volk – Rasse. Radikaler Nationalismus im Deutschen Kaiserreich 1890–1914 (= Kritische Studien zur Geschichtswissenschaft. 176. kötet). Vandenhoeck & Ruprecht, Göttingen 2007, ISBN 978-3-525-35157-4 (hasonlóképp: Bielefeld, Universität, Dissertation, 2006).
- Rainer Hering: Konstruierte Nation. Der Alldeutsche Verband 1890 bis 1939. Christians, Hamburg 2003, ISBN 3-7672-1429-6.
- Roger Chickering: We Men Who Feel Most German. A Cultural Study of the Pan-German League, 1886–1914. Allen & Unwin, Boston 1984, ISBN 0-04-943030-0.
- Uwe Puschner: Die völkische Bewegung in Deutschland. In: Hannes Heer (kiad.): „Weltanschauung en marche“. Die Bayreuther Festspiele und die Juden 1876 bis 1945. (= Wagner in der Diskussion. 10. kötet). Königshausen & Neumann, Würzburg 2013, ISBN 978-3-8260-5290-3, 151–167. o.
- Uwe Puschner: Die völkische Bewegung im wilhelminischen Kaiserreich. Sprache – Rasse – Religion. Wissenschaftliche Buchgesellschaft, Darmstadt 2001, ISBN 3-534-15052-X.

Linkek
- Michael Peters: Alldeutscher Verband (ADV), 1891–1939 (2011. március 11.)
- Alldeutscher Verband: Hitlers Väter. (Deutschlandradio)